# Sewickley (Pennsilvània)
Sewickley és un borough situat al comtat de Allegheny en l'estat nord-americà de Pennsilvània. L'any 2000 tenia 3.902 habitants i una densitat poblacional d'1,569.3 persones per km².

## Geografia
Sewickley està situat en les coordenades 40° 32′ 21″ N, 80° 10′ 51″ O / 40.53917°N,80.18083°O

## Demografia
Segons l'Oficina del Cens en 2000 els ingressos mitjans per llar en la localitat eren de $39,598 i els ingressos mitjans per família eren $56,500. Els homes tenien uns ingressos mitjans de $48,988 enfront dels $33,311 per a les dones. La renda per capita per a la localitat era de $30,571. Al voltant del 5% de la població estava per sota del llindar de pobresa.